# 산 도메니코 성당 (시에나)

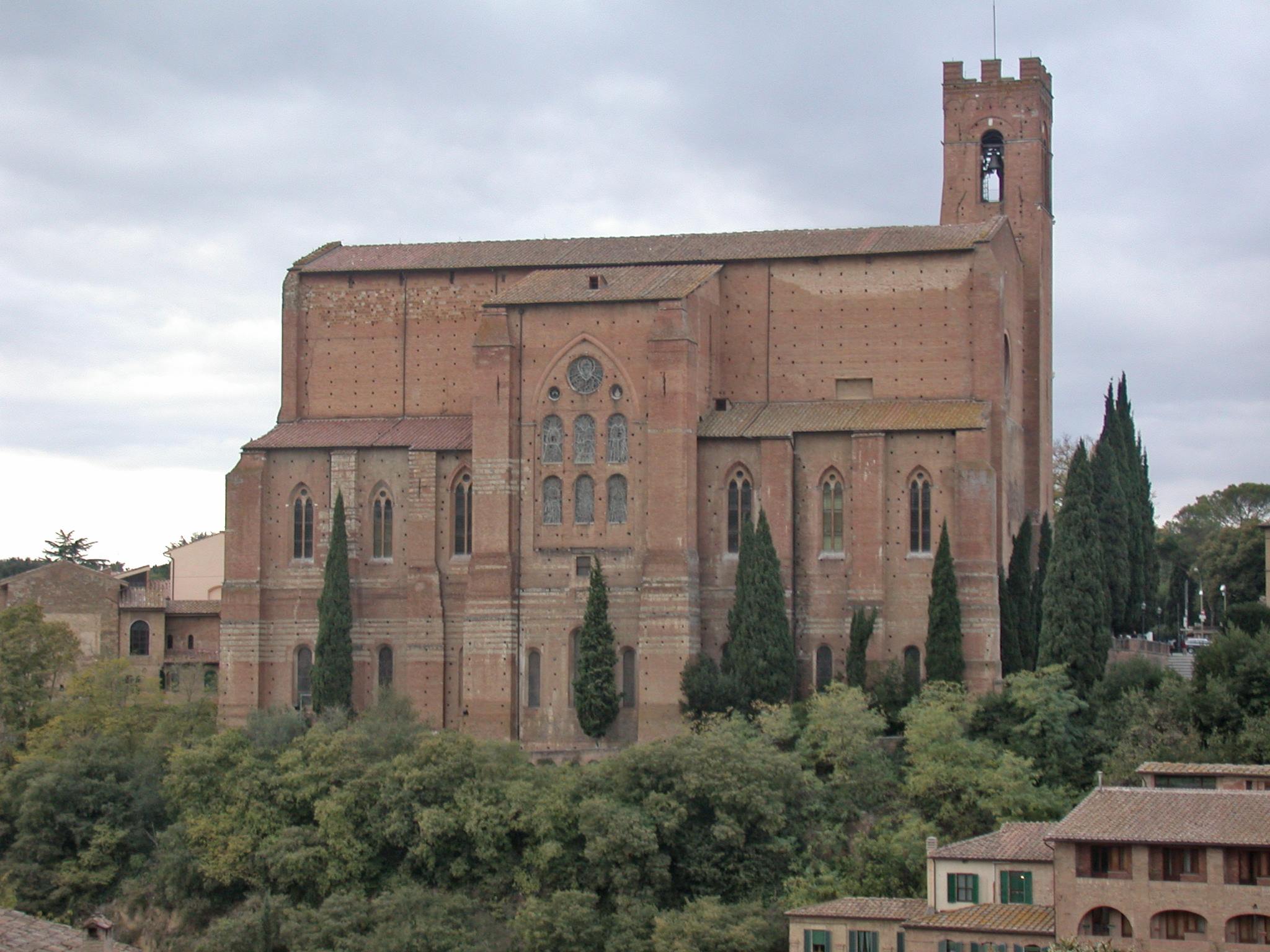
산 도메니코 성당

산 도메니코 성당(Basilica di San Domenico)은 이탈리아 시에나에 있는 교회이다. 시에나의 카테리나의 유해가 안치되어 있다.